# Tumulus des Hautes-Folies
Le tumulus des Hautes-Folies était un ensemble mégalithique situé sur le promontoire de Gourmalon à Pornic, dans le département de la Loire-Atlantique.
Des objets retrouvés sur le site et prêtés pour l'Exposition universelle de 1878 sont conservés dans les collections du Musée de l'Homme.

## Description ancienne
Le tumulus, désormais détruit, a été fouillé vers 1866-1868 par M. de Vibraye. Aucun rapport de fouille n'a été produit mais en 1868, W.C. Lukis en fit un plan.  Pitre de Lisle du Dreneuc nous en a donné une description : « Après un long examen, il m'a semblé retrouver dans ce fouillis mégalithique deux longues allées couvertes très ruinées, et vers l'ouest, dans la partie adossée au fossé, des restes d'une crypte latérale.[...]. »
L'allée couverte de l'est se composait «d'une galerie ouverte dans la direction du sud-est, longue de 4 m. et jalonnée par six pierres, trois de chaque côté, d'une partie transversale en forme de transept rectangulaire, longue d'un mètre 70 et fermée à chaque bout par une seule pierre plate, d'un petit couloir de 1 m.30 sur 2 m. de longueur dans l'axe de la galerie d'entrée».

## Essai d'interprétation
Sur la base de ces documents, Jean L'Helgouach a émis l'hypothèse qu'il s'agissait d'un tumulus renfermant deux chambres transeptées du même type que celles encore visibles à Pornic (Tumulus des Mousseaux, Dolmen de la Joselière). Le premier édifice, situé au nord du tumulus, aurait ainsi comporté deux chambres latérales de part et d'autre de l'allée centrale qui menait à une petite chambre terminale de forme carrée. L'état du deuxième édifice, situé au sud du tumulus, ne permet pas de comprendre son architecture.
Enfin, il semble qu'il existait, entre les deux constructions, une galerie intermédiaire dont l'usage reste indéfini.